# Marie Reynier
Marie Reynier (* 1956 in Marokko) ist eine französische Ingenieurin und Wissenschaftlerin. Sie ist Universitätsprofessorin und war Rektorin in mehreren Regionen. Seit dem 12. November 2019 ist sie leitende Beraterin am französischen Rechnungshof Cour des Comptes.

## Leben
Marie Reynier wurde in Marokko als Tochter spanischer Eltern geboren und ist mit einem Ingenieur verheiratet.

### Studium
Sie erwarb 1975 ein Ingenieurdiplom an der École Nationale Supérieure d’Arts et Métiers und ist Inhaberin eines Abschlusses in Maschinenbau. 1981 promovierte sie an der Universität Pierre und Marie Curie im Bereich Strukturschwingungen.

### Karriere
Sie begann ihre Karriere auf dem Gebiet der künstlichen Intelligenz als Dozentin an der École normale supérieure de Cachan. Im Jahr 1990 trat sie als Projektleiterin in das französische Forschungsministerium ein. Nach ihrer Ernennung zur Universitätsprofessorin wurde sie 1994 Leiterin des Fachbereichs Maschinenbau an der technischen Fachhochschule in Ville-d’Avray und 1997 Direktorin des Hochschulinstituts für industrielle Systemtechnik. Während ihrer Lehrtätigkeit an der Universität Paris-Nanterre wurde Marie Reynier im Jahr 2001 zur Generaldirektorin der École nationale supérieure d'arts et métiers ernannt.
Im Jahr 2006 wurde sie als Nachfolgerin von Joëlle Le Morzellec Rektorin in Martinique. Als André Siganos sie 2009 in Martinique ablöste, wechselte sie zur Generaldirektion für Hochschulbildung und berufliche Integration (DGESIP) des Ministeriums für Hochschulbildung und Forschung als Direktorin für die Vertragsgestaltung und Finanzierung von Ausbildungs- und Forschungseinrichtungen.
Nach dieser Erfahrung in der zentralen Verwaltung wurde sie 2011 als Nachfolgerin von Paul Canioni zur Rektorin der Region Orléans-Tours ernannt.
Im Juli 2011 löste sie eine hitzige Debatte aus und wurde zur Zielscheibe einer Beschwerde, nachdem sie in einem Interview mit der Zeitung La Nouvelle République erklärt hatte, die Ergebnisse der Schüler in der Region Centre seien
"vier Punkte unter dem nationalen Durchschnitt"
und dass
"Wenn wir die Kinder mit Migrationshintergrund aus der Statistik herausnehmen, unsere Ergebnisse nicht so schlecht seien und sich nicht so sehr von denen der europäischen Länder unterscheiden."
Die Partei Parti socialiste kritisierte diese Aussage, die Einwanderung und Schulversagen in einen Topf wirft. Mehrere Politiker forderten den Bildungsminister Luc Chatel auf, die Rektorin zur Ordnung zu rufen. Marie Reynier wies ihrerseits die Rassismusvorwürfe zurück und wies darauf hin, dass sie selbst die Tochter spanischer Einwanderer ist.
Im Jahr 2016 wurde sie zur Rektorin der Region Nancy-Metz ernannt und löste damit Gilles Pécout ab.
Sie wurde am 12. Juni 2017 zur Beraterin und Leiterin des Referats „Bildung, Hochschulwesen, Jugend und Sport“ für den Premierminister ernannt. Am 12. November 2019 wird sie von Philippe Baptiste abgelöst und schließlich zur leitende Beraterin im außerordentlichen Dienst des französischen Rechnungshofs ernannt.

## Auszeichnungen
- Offizier der Ehrenlegion (2013).[8] Der Verdienstorden wurde ihr von Claudine Hermann, der Vize-Präsidentin des Vereins European Platform of Women Scientists (EPWS) und erste Professorin an der École polytechnique, überreicht.[9]
- Offizier des Verdienstordens Ordre national du Mérite (2008)[10]
- Komtur des Verdienstordens Ordre des Palmes Académiques (von Amts wegen als Rektorin)